# 蒋兴伟
蒋兴伟（1959年3月18日—），生于天津，籍贯山东莒南，现任国家卫星海洋应用中心研究员、主任，海洋卫星地面应用系统总设计师，中国海洋学会副理事长，中国遥感应用协会副理事长。2017年当选为中国工程院院士。